# Brigade mécanisée « Aosta »
La brigade mécanisée Aosta est une brigade de l'armée de terre italienne  créée en octobre 1831; Basée en Sicile, elle fait désormais partie de la Division ''Acqui''.
La Brigade est l'une des plus anciennes de l'armée italienne et son nom relie la brigade à sa zone de recrutement d'origine, la Vallée d'Aoste, et son blason s'inspire de celles d'Aoste.